# Лудовико (Луиджи) Гонзага (пояснение)
Лудовико Гонзага или Луиджи Гонзага може да се отнася до:
- Луиджи I Гонзага (Лудовико I Гонзага) (1268 – 1360), пръв капитан на народа на Мантуа и имперски викарий
- Лудовико II Гонзага (Луиджи II Гонзага) (1334 – 1382), трети капитан на народа на Мантуа;
- Луиджи II Гонзага (Лудовико II Гонзага) (1334 – 1382), трети капитан на народа на Мантуа
- Лудовико III Гонзага (Луиджи III Гонзага или Лудовико II Гонзага) Турчинът (1412 – 1478), втори маркиз на Мантуа;
- Луиджи Гонзага (? – 1440), син на Филипино Гонзага от клона Нобили Гонзага
- Лудовико Гонзага (1460 – 1511), епископ на Мантуа;
- Лудовико Гонзага (1480 – 1540), втори граф на Сабионета (1496 – 1540), граф на Родиго (1496 – 1499), сеньор на Боцоло (1529 – 1540) и Остиано (1511 – 1540);
- Луиджи (Алесандро) Гонзага (1494 – 1549), маркиз на Кастелгофредо и родоначалник на клона Гонзага ди Кастел Гофредо
- Луиджи Гонзага, нар. „Родомонте“ (1500 – 1532), имперски капитан на Карл V
- Луиджи Гонзага (1538 – 1570), син на Родолфо Гонзага – граф на Повильо
- Луиджи Гонзага-Невер (1539 – 1595), син на Федерико II Гонзага
- Луиджи I Гонзага (? – 1549), син на Джампиетро Гонзага ди Повильо
- Лудовико Гонзага (? – 1570), граф на Повильо;
- Луиджи Гонзага (? – 1590), син на Силвио Гонзага от клона Нобили Гонзага
- Лудовико Гонзага-Невер (1539 – 1595), херцог на Невер и Ретел 1565
- Луиджи Гонзага (ок. 1550 – ?), извънбрачен син на Алфонсо Гонзага и Изабела Каравацале
- Луиджи Гонзага (1566 – 1580), син на Веспасиано I Гонзага– херцог на Сабионета
- Свети Луиджи Гонзага (1568 – 1591), светец на Католическата църква от Йезуитския орден
- Луиджи Гонзага (? – 1626), пръв маркиз на Палацоло
- Луиджи Гонзага (? – 1605), извънбрачен син на Франческо IV Гонзага
- Лудовико (Луиджи) Гонзага (1587 – 1630), епископ на Алба 1626 и внук на Маркантонио Гонзага, епископ на Казале Монферато
- Лудовико (Луиджи) Гонзага (1587 – 1633), епископ на Алба
- Луиджи Гонзага (1599 – 1660), син на Феранте Гонзага ди Гацуоло и на Изабела Гонзага ди Новелара
- Лудовико Гонзага (1611 – 1612), син на Франческо IV Гонзага

- Луиджи Гонзага (1611 – 1636), син на Франческо Гонзага
- Луиджи Гонзага (1650 – 1720), син на Карло Гонзага и религиозно лице
- Луиджи II Гонзага (1680 – 1746), син на Фердинандо II Гонзага и претендент за Княжество Кастильоне
- Луиджи III Гонзага (1745 – 1819), претендент за Княжество Кастильоне